# Chiesa dell'Immacolata (Colazza)
La chiesa parrocchiale dell'Immacolata è il più importante luogo di culto a Colazza. La chiesa sorge in posizione panoramica e sopraelevata rispetto al centro storico.

## Storia
La chiesa venne costruita in due fasi, la prima verso la fine del XVII secolo, la seconda nel XIX secolo.
La parrocchia fu dedicata fin dal suo sorgere alla Beata Vergine Immacolata, ma solamente parecchi anni dopo l'inaugurazione, la statua che ora è tanto venerata e festeggiata l'8 dicembre, vi fece la sua solenne entrata.
Il contratto per la realizzazione dell'organo risale al 1835, poco dopo la fine dei lavori di ampliamento della chiesa. Il progetto prevedeva un'altezza di otto piedi reali e 58 tasti, 19 pedali. Previsti 12 registri di ripieno, 5 registri di lingua e 10 registri di altre tipologie per un costo totale di L. 3.500. Nel 1974 il sacerdote Don Pier Luigi Ragazzoni incaricò la Ditta Marzi di San Maurizio d'Opaglio di effettuare lavori di rimodernamento.
Dal 1833 al 1836 dopo due ampliamenti della chiesa, si costruì un altare centrale in marmo nero e due laterali in marmo intarsiato di diversi colori e solamente nel 1973 furono sistemate tre campane di bronzo all'interno del campanile.

## Descrizione

### Interno
La chiesa ha uno stile barocco ed è divisa in tre navate sono presenti dipinti del maestro Gadda. Nel coro un bell'affresco raffigurate la Beata Vergine Maria, San Grato e il Bambino, attribuito alla scuola di Gaudenzio Ferrari, di cui riprende il morbido modellato e le preziostà cromatiche.

### Esterno
Il campanile termina con una cupola ricoperta prima di rame, poi di zinco. Nel 1973 vi furono sistemate tre campane di bronzo: il campanone porta la scritta "Regina sine labe originali concepta, ora pro nobis". Sulla campanella: "A fulgure et tempestate, libera nos Domine". Sul campanino: "S. Bernardo, ora pro nobis". Presenta due nicchie con affreschi. Dal sagrato si può godere di una delle viste più ampie di tutto il Vergante sul lago Maggiore e sulla pianura.

### Mortorio
Sono presenti due ossari con degli affreschi raffiguranti Gesù in croce.